# متجر البضائع الجنسية

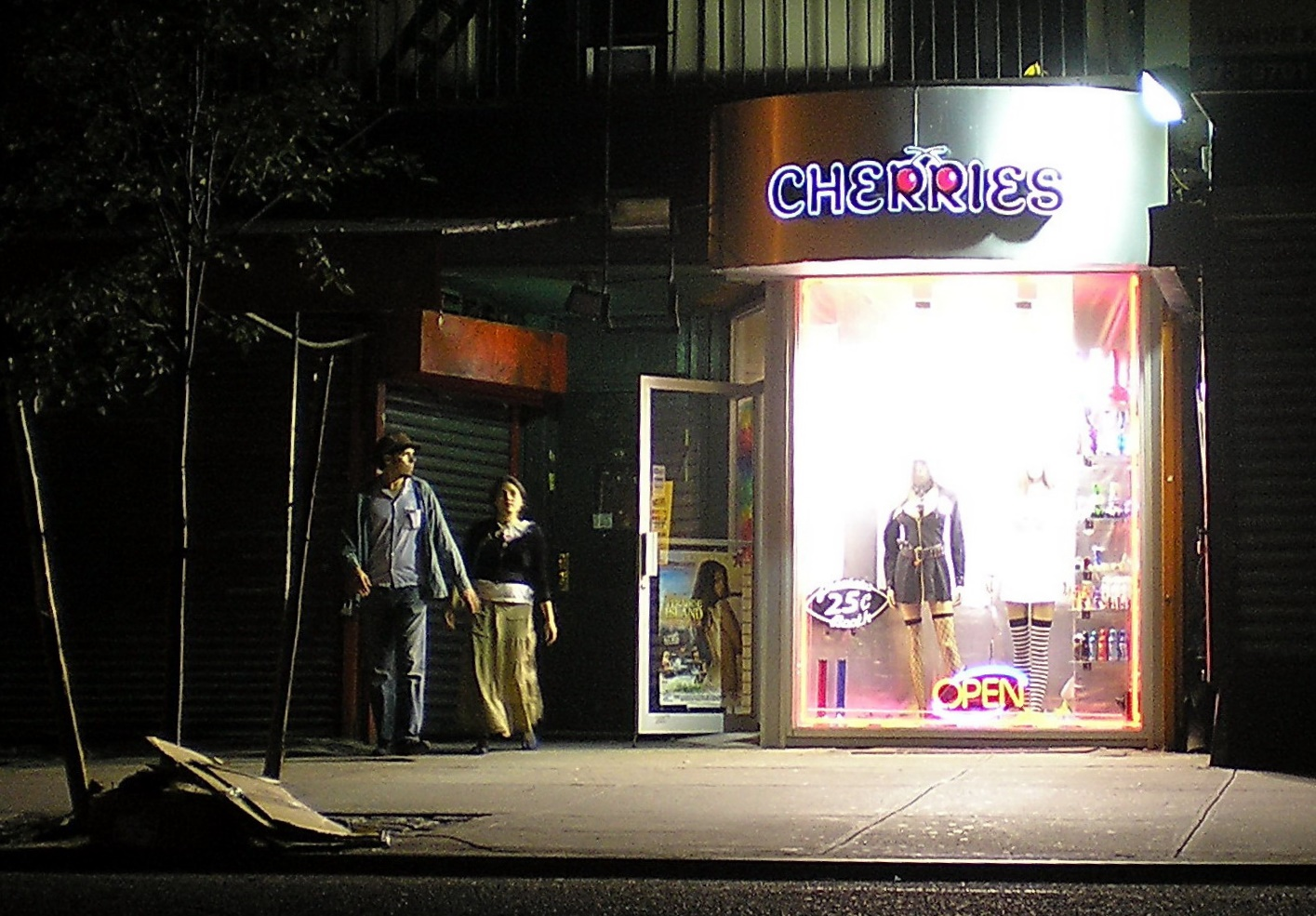
أحد متاجر البضائع الجنسية.

متجر الجنس أو متجر البضائع الجنسية هو متجر يبيع منتجات مثل الدمى الجنسية، مطبوعات إباحية، ملابس مثيرة، كتب جنسية، منتجات الجنس الآمن كالواقيات الذكرية. في معظم الدول يتم تنظيم متاجر البضائع الجنسية بالقانون ويمنع دخول القاصرين إليها، كما أن بعض البلدان تمنع إنشاء متاجر للبضائع الجنسية إطلاقا.